# Modersmål-Prisen
Modersmål-Prisen er en pris uddelt årligt af Modersmål-Selskabet. Den er en påskønnelse af en særlig fremragende brug af sproget over for brede kredse af befolkningen og uddeles ud fra Modersmål-Selskabets idealer: klart, udtryksfuldt og varieret.
Prisen er blevet uddelt hvert år siden 1980, hvor den gik til tv-journalist Poul Thomsen, og den gives til både personer og institutioner.

## Kronologisk oversigt over Modersmål-Prisen
- 1980 Tv-journalist Poul Thomsen
- 1981 Forligsmand, lektor Mette Kofoed Bjørnsen
- 1982 Redaktør Oluf Lauth
- 1983 Museumsdirektør, mag.art. Erik Kjersgaard
- 1984 Fhv. undervisningsdirektør, sognepræst Asger Baunsbak-Jensen
- 1985 Forfatter Benny Andersen
- 1986 Tv-redaktør Birgit Meister
- 1987 Forfatter Rachel Rachlin
- 1988 Danmarks Radios Pigekor ved dirigenten Tage Mortensen
- 1989 Hendes Majestæt Dronning Margrethe II
- 1990 Skuespiller ved Det kgl. Teater Erik Mørk
- 1991 Forfatter Per Højholt
- 1992 Professor, dr.phil. Tage Kaarsted
- 1993 Chefredaktør Herbert Pundik, Politiken
- 1994 Generaldirektør Hans Jørgen Jensen, Danmarks Radio
- 1995 Flensborg Avis
- 1996 Socialrådgiver Hanne Reintoft
- 1997 Sanger og sangskriver Niels Hausgaard
- 1998 Skuespiller Ghita Nørby
- 1999 Forfatter Frederik Dessau
- 2000 Cand.polit Naser Khader
- 2001 Forfatter Klaus Rifbjerg
- 2002 Tegner og forfatter Ib Spang Olsen
- 2003 Sanger Steffen Brandt
- 2004 Professor emeritus, fhv. formand for Dansk Sprognævn Erik Hansen
- 2005 Præst, forfatter, foredragsholder Johannes Møllehave
- 2006 Dr.med. Peter Lund Madsen
- 2007 Tegner, dramatiker Nikoline Werdelin
- 2008 Chefredaktør Anne Knudsen
- 2009 Sprogforsker Jørn Lund
- 2010 Skuespiller Susse Wold
- 2011 Modernistisk kunstner, maler Per Arnoldi
- 2012 Oversætter og forfatter Niels Brunse
- 2013 Tv-vært og forfatter Søren Ryge Petersen[2]
- 2014 Rapkunstner, forfatter og performer Per Vers
- 2015 Journalist Julie Fabricius
- 2016 Digter Søren Ulrik Thomsen
- 2017 Kulturjournalist Lotte Thorsen
- 2018 Revyforfatter Carl-Erik Sørensen
- 2019 Sønderjysk sanger-sangskriver Rikke Thomsen
- 2020 Digter Cecilie Lind
- 2021 Journalist Anders Agger
- 2022 Oversætter og litterat Erik-Skyum Nielsen
- 2023 Bornholmsk Ordbog
- 2024 Vendsysselsk sanger-sangskriver Ib Grønbech
- 2025 Lektoratsordningen[3]

## Ekstern henvisning
- Oversigt over prismodtagere på modersmaalselskabet.dk Arkiveret 2. marts 2017 hos  Wayback Machine